# Trinitat Vella
Trinitat Vella este un cartier din districtul 9, Sant Andreu, al orașului Barcelona.